# Скарстен, Рэйчел
Рэ́йчел Э́лис Мари́ Ска́рстен (англ. Rachel Alice Marie Skarsten, род. 23 апреля 1985, Торонто, Онтарио, Канада) — канадская актриса. Наиболее известна по роли валькирии Тэмзин в телесериале «Зов крови» и Елизаветы Тюдор в телесериале «Царство».

## Биография
Рэйчел Скарстен родилась в Торонто у канадки и норвежца. У неё есть младший брат. Рэйчел тренировалась в Королевской академии танца (англ. Royal Academy of Dance) в течение 12 лет и посещала школу искусств Клода Уотсона (англ. Claude Watson School for the Arts) 4 по 12 классы. Там она специализировалась в области изобразительного искусства и играла на виолончели.
Агент заметил её на памятной службе по её отцу, и получила постоянные роли в таких шоу, как «Маленькие мужчины» до того как получила первую большую роль в сериале Warner Brothers «Хищные птицы».
После того как съемки в Лос-Анджелесе были завершены, она вернулась в Канаду, где получила двойную степень в области английской литературы и классических наук в престижном университете Квинс (англ. Queens University) в Кингстоне, Онтарио.
После завершения учёбы Скарстен снялась в сериалах «Читающий мысли» и «Горячая точка», а также снималась в канадском независимом кино, в фильмах «Servitude» и «Two Hands to Mouth».
В свободное время Рэйчел любит участвовать во всем, что касается хоккея. Она была вратарём в Midget AA Leaside Wildcats в средней школе и в настоящее время продолжает напоминать о себе, играя за местную хоккейную лигу съемочной группы.

## Фильмография

### Кино
| Год  | Название на русском                      | Название на английском           | Роль            | Примечания |
| ---- | ---------------------------------------- | -------------------------------- | --------------- | ---------- |
| 2002 | Бегство                                  | Virginia’s Run                   | Кэролайн Лофтон |            |
| 2003 | Боязнь темноты                           | Fear of the Dark                 | Хэзер Фонтейн   |            |
| 2007 | Джек Брукс                               | Jack Brooks: Monster Slayer      | Ева             |            |
| 2007 | Американский пирог 6: Переполох в общаге | American Pie Presents Beta House | Шэрон           | Видео      |
| 2011 |                                          | Servitude                        | Алекс           |            |
| 2012 |                                          | Two Hands to Mouth               | Леа Уайтфилд    |            |
| 2015 | Пятьдесят оттенков серого                | Fifty Shades of Gray             | Андреа          |            |
| 2019 | Любовь вне времени                       | Timeless Love                    | Меган Мерфи     |            |

### Телевидение
| Год       | Название на русском    | Название на английском           | Роль                      | Примечания                          |
| --------- | ---------------------- | -------------------------------- | ------------------------- | ----------------------------------- |
| 1998      | Известный Джет Джексон | The Famous Jett Jackson          | Микки Твитти              | Эпизод: «Vootle-Muck-a-Heey»        |
| 1998—1999 | Маленькие мужчины      | Little Men                       | Элизабет «Бесс» Лоуренс   | 24 эпизода                          |
| 1999      | Справедливость         | Justice                          | актриса                   | ТВ фильм                            |
| 2000      | Ангелы на площадке     | Angels in the Infield            | Бриджитт                  | ТВ фильм                            |
| 2000      | Дважды в жизни         | Twice in a Lifetime              | Джули Адамс               | Эпизод: «Curveball»                 |
| 2001      | Джуэл                  | Jewel                            | Рэйлин Хилбёрн (14 лет)   | ТВ фильм                            |
| 2001      | Крик сов               | Screech Owls                     | Суки Сазерленд            | Эпизод: «A Star Is Gone»            |
| 2002      | Звездный охотник       | Tracker                          | Джейми Свенсон / Лонтория | Эпизод: «The Miracle»               |
| 2002—2003 | Хищные птицы           | Birds of Prey                    | Дина Лэнс                 | 13 эпизодов                         |
| 2003      | Миссия ясновидения     | Missing                          | Бриттани Мур              | Эпизод: «Basic Training»            |
| 2005      | День катастрофы 2      | Category 7: The End of the World | Лира Даффи                | ТВ фильм                            |
| 2010      | Всё получится          | Made… The Movie                  | Энди                      | ТВ фильм                            |
| 2011      | Пробуждение            | Awakening                        | Лейла                     | ТВ фильм                            |
| 2011      | Горячая точка          | Flashpoint                       | Натали Брэддок            | 4 эпизода                           |
| 2011—2012 | Читающий мысли         | The Listener                     | Элиза                     | 3 эпизода                           |
| 2012      | Дерзкий Лос-Анджелес   | The L.A. Complex                 | Роксанна                  | 3 эпизода                           |
| 2012      | Перевозчик             | Transporter: The Series          | Делия                     | Эпизод: «The General’s Daughter»    |
| 2012      | Красавица и чудовище   | Beauty & the Beast               | Брук                      | Эпизоды: «Worth» и «Bridesmaid Up!» |
| 2013—2015 | Зов крови              | Lost Girl                        | Тэмзин                    | 26 эпизодов                         |
| 2014      | В моих мечтах          | In My Dreams                     | Джесса                    | ТВ фильм                            |
| 2015—2017 | Царство                | Reign                            | Елизавета Тюдор           | Постоянная роль                     |
| 2017      | Вайнона Эрп            | Wynonna Earp                     | Элайза                    | 2 сезон 1 эпизод                    |
| 2019—2022 | Бэтвумен               | Batwoman                         | Бет Кейн / Алиса          | Постоянная роль                     |